# Asociación Europea para la Calidad de la Educación Superior
La Asociación Europea para la Calidad de la Educación Superior (European Association for Quality Assurance in Higher Education, ENQA) fue creada en el marco del proceso de Bolonia en el año 2000, para ser transformada en asociación en noviembre de 2004.

## Historia
La creación de la ENQA deriva del proceso de Bolonia y de la recomendación del Consejo de la UE de fecha 24 de septiembre de 1998 sobre la cooperación europea en educación superior. Persigue la garantía de la calidad en la enseñanza superior (98/561/CE),.

## Objetivos
Con sede en la capital europea, Bruselas, ENQA tiene como misión principal la de contribuir de manera significativa al mantenimiento y a la mejora de la calidad de la educación superior europea, así como a tratar que la calidad sea la fuerza motriz principal para el desarrollo de la educación superior de todos los países firmantes del acuerdo de Bolonia. Como asociación de los organismos que promueven la calidad en la educación superior europea, ENQA contribuye al objetivo de la cooperación europea sobre la garantía de la calidad en la educación superior con el fin de desarrollar, compartir e implementar las buenas prácticas en la evaluación de la calidad, así como con el objetivo de impulsar la dimensión europea en el aseguramiento de la calidad.
ENQA representa sus miembros al nivel europeo e internacional, en particular en los procesos de asesoramiento político y de cooperación con las organizaciones que son partes integrantes. La asociación funciona tanto como organismo de reflexión que desarrolla nuevos procesos y sistemas de garantías para la mejora de la calidad de la educación superior en al seno del Espacio europeo y como plataforma de comunicación para el reparto y la propagación de las informaciones, así como de la valoración en garantía de la calidad entre sus miembros.
ENQA se compromete a una cooperación constante con las organizaciones socias europeas como son la Asociación Europea de la Universidad (EUA), la Asociación Europea de las instituciones de enseñanza superior (EURASHE), la Unión Europea de los estudiantes (ESU), la Internacional de la Enseñanza (EI), BusinessEurope, la Comisión Europea (CE) y el Grupo de Seguimiento de Bolonia (BFUG). En 2015 en Ereván los ministros y ministras del Espacio Europeo de Educación Superior con competencias en educación superior firmaron la Declaración de Ereván, en la que se fijan los criterios y directrices para el aseguramiento de la calidad de la educación superior, conocidos por sus siglas en inglés ESG.
Para que la agencia de aseguramiento de la calidad del espacio europeo de educación superior pueda verificar títulos universitarios, así como hacerles seguimiento, debe estar validada por ENQA. En países como España esta verificación es necesaria previa a la impartición del título (Real Decreto 822/2021). Están registradas casi todas las agencias de REACU. 
Para que tal validación cumpla con sus efectos legales, las agencias validadas por ENQA deben registrarse en EQAR. En dicho registro puede comprobarse si una agencia de aseguramiento de la calidad universitaria está reconocida para operar en el Espacio Europeo de Educación Superior.

## ESG
En 2003, los ministros de los Estados firmantes del Proceso de Bolonia invitaron a la ENQA "en cooperación con la EUA, la EURASHE y la ESIB" a poner en marcha "un conjunto de referencias, de procedimientos y de líneas directoras para la calidad de la Educación Superior", e "investigar los medios para poner en marcha un sistema adecuado de evaluación por pares para las agencias y organismos evaluadores, y a dar cuenta a los ministros vía el Grupo de seguimiento de Bolonia en 2005" (Comunicado de Londres). Los ministros han pedido igualmente al ENQA de tomar cuenta la valoración otra asociaciones y coberturas de dirección y gestión de empresas de la calidad. 
De esta forma, los criterios y directrices para el aseguramiento de la calidad en el Espacio Europeo de Educación Superior (European Standards and Guidelines for Quality Assurance in the European Higher Education Area (ESG)), fueron adoptados en la conferencia ministerial de 2005, y se convirtieron en un potente motor de cambio en materia de aseguramiento de la calidad universitaria. En 2015, una nueva conferencia de ministros y ministras con competencias en universidades se reunió en Ereván, actualizando los ESG, que son los que actualmente están en vigor.
- Referencias y líneas directoras para la dirección y gestión de empresas de la calidad en el espacio europeo de la enseñanza superior (ESG) Archivado el 31 de enero de 2012 en Wayback Machine.

## Agencias europeas
- Agencia Nacional de Evaluación de la Calidad y Acreditación (España)
- Agencia Noruega para la Calidad de la Educación